# Satoshi Takebe
Satoshi Takebe (武部 聡志?, Takebe Satoshi; Tokyo, 12 febbraio 1957) è un musicista e compositore giapponese.

## Carriera
Takebe è compositore, tastierista, arrangiatore e produttore musicale. Ha iniziato a suonare l'organo elettrico a tre anni, in una scuola di musica in cui si recava insieme a un fratello, più grande di lui di quattro anni. L'anno successivo ha iniziato a suonare il piano. Ha acquisito familiarità con la musica pop alla scuola elementare, scoprendosi capace di ascoltare un brano e riprodurlo pur non avendo lo spartito. Nello stesso periodo ha imparato a suonare la chitarra.
Ha esordito a livello professionale a 20 anni, suonando la tastiera per Hiroshi Kamayatsu, quando ancora stava studiando presso il Kunitachi College of Music. Sempre per Kamayatsu ha realizzato i suoi primi arrangiamenti. Nel 1980 ha fondato la sua compagnia di management, Halftone Music, e dagli anni '80 ha diretto i concerti di Yuming.
Ha lavorato per oltre 500 artisti, compresi Seiko Matsuda, Yuki Saitō,, KinKi Kids, Yo Hitoto, Miki Imai, Tomomi Kahala, JUJU, Yuzu e Ken Hirai. È stato anche direttore musicale e supervisore di diversi programmi televisivi. Fra questi The Beach Boys, realizzato nel 1997 per Fuji Television, Love Complex, con cui ha vinto il 27° Television Drama Academy Awards Music nel 2000, e Saiyuki, del 2006.
Nel 1988 ha pubblicato il suo primo album originale, Clara. Il suo secondo album, Piano Man ~FOR YUMING LOVERS è del 2003. Il terzo, PIANO MAN II, è del 2004. Nel 2017, per celebrare il suo 60º compleanno, ha pubblicato la compilation  Japanese Music and Takebe Satoshi ~HAPPY60~.
Nel 2006 ha fatto parte di un'unità speciale chiamata Kokua, insieme a Shikao Suga, Hirokazu Ogura, Takamune Negishi e Gota Yashiki per registrare la sigla per un programma di documentari della NHK. Nel 2016 i membri si sono riuniti per celebrare il 10º anniversario dell'uscita del singolo Progress, e hanno registrato un nuovo album, Progress, il primo album ufficiale del gruppo.
Ha realizzato le musiche per la serie animata del 2014 tratta da Ronja. La figlia del brigante, per due anime dello Studio Ghibli, La collina dei papaveri, del 2011, e Earwig e la strega, del 2020, e per l'anime del 2022 The First Slam Dunk.
Dal 2009 lavora presso il dipartimento di musica del Nihon Kogakuin College di Tokyo.
Nel 2021 ha condotto il programma televisivo Melodies transcend time - The world of Kyohei Tsutsumi, sung over and over again, omaggio al compositore Kyohei Tsutsumi, morto qualche mese prima all'età di 80 anni.
Nel 2023 è stato il direttore musicale di Gift, lo show di pattinaggio tenuto al Tokyo Dome dal due volte campione olimpico Yuzuru Hanyu. Per l'occasione Takebe ha anche composto il brano Gift.